# 蓋洛·佩里
蓋洛·傑克森·佩里（英語：Gaylord Jackson Perry，1938年9月15日—2022年12月1日），美國棒球投手，曾經效力於舊金山巨人等隊，也是史上第一個在美聯和國聯皆贏得賽揚獎的選手：1972年在印地安人贏得美聯賽揚獎、1978年則是在教士贏得國聯賽揚獎賽揚獎。他也是三百勝和三千三振俱樂部的成員，不過因為他在場上大量使用口水球等小花招，所以要到1991年第三次票選時才進入名人堂。
他的哥哥吉姆也是大聯盟投手，曾和蓋洛在印地安人當過幾年隊友，更是1970年美聯賽揚獎得主。佩里兄弟是史上第一組兩人皆達到兩百勝的兄弟，更是至今唯一一對贏過賽揚獎的兄弟，不過他們保有的兄弟最多合計勝投紀錄（在佩里兄弟之前，這個紀錄很長一段時間是由馬修森兄弟保有的，其中克里斯提·馬修森獨拿373勝，而他的弟弟亨利·馬修森生涯戰績是0勝1敗2救援成功）已經被尼可羅兄弟（史上第二組兩百勝的兄弟）打破。